# Senécio Mêmio Áfer
Senécio Mêmio Áfer (em latim: Senecio Memmius Afer) foi um senador romano nomeado cônsul sufecto para o nundínio de julho e agosto de 99 com Públio Sulpício Lucrécio Barba. Ele é conhecido primordialmente através de inscrições.

## Origem
A origem de Mêmio Áfer é disputada. Edward Champlin defende que ele era africano, provavelmente de Tuga enquanto que John Grainger sugere que ele era da Hispânia. O historiador Ronald Syme, depois de notar que a tribo de Áfer era a Galeria, afirma que ela só é atestada em uma cidade do norte da África, Hadrumeto, e que outras pessoas do gentílico Mêmio "tendem a vir de Bula Régia ou Gigthis" enquanto que o cognome Áfer é bem atestado na Hispânia, onde ele contou 18 instâncias do gentílico Mêmio. Áfer era sogro de Tibério Cácio Césio Frontão, o filho do poeta Sílio Itálico. Duas inscrições, uma de Tibur e outra do norte da África fornecem o nome de seu filho, Lúcio Mêmio Túscilo Senécio. A norte-africana o descreve como pronepoti e nepoti, o que indica que a família continuou por mais duas gerações.

## Carreira
Sua carreira política é conhecida apenas pela inscrição tiburina, que preservou apenas dois dos cargos ocupados por Múmio Áfer. O primeiro foi o de governador da Gália Aquitânia, que Werner Eck datou entre 94 e 96. Depois, foi governador proconsular da Sicília entre 97 e 98. Porém, Paul Leunissen nota que a ordem entre estes dois postos pode ter sido inversa.
Os homens escolhidos para serem cônsules em 99 foram muitos, mais do que a média, e o número pode ser um reflexo das escolhas de Trajano e também da quantidade de facções no Senado que ele estava tentando agradar. Os dois cônsules ordinários, Quinto Sósio Senécio e Aulo Cornélio Palma Frontoniano eram militares, cada um deles seguindo para o segundo consulado, uma honra excepcional. Dos dez sufectos daquele ano, cinco são conhecidos; destes, dois são provinciais, dois italianos e todos ativos no governo; o quinto, o colega de Áfer, Lucrécio Barba, é conhecido apenas pelo nome.
Depois do consulado, Áfer desaparece da história.